# Zafarraya
Zafarraya – gmina w Hiszpanii, w prowincji Grenada, w Andaluzji, o powierzchni 57,86 km². W 2011 roku gmina liczyła 2113 mieszkańców.
Według większości historyków „Zafarraya” pochodzi od arabskiego „Faha-al-ra iya”, co oznacza „pole pasterskie”, chociaż niektórzy twierdzą, że wywodzi się raczej z Saiarraya, co można tłumaczyć jako „ograniczenie terytorium”.